# Rebecca (musical)
Rebecca és un musical en alemany, basat en la novel·la homònima de Daphne du Maurier. Va ser escrit per Michael Kunze (llibret i lletres) i Sylvester Levay (música), els autors dels musicals Elisabeth, Mozart! i Marie Antoinette. L'argument, que segueix fil per randa la novel·la original, tracta sobre el ric Maxim deWinter, la seva nova esposa, i Mrs. Danvers, la manipuladora dispesera de Manderley, la finca de DeWinter a Cornualla. El ressentiment de Mrs. Danvers ver la intrusió de la nova esposa fa que la convenci que no és prou bona per DeWinter com ho era la seva esposa anterior, la glamurosa i misteriosa Rebecca, que va morir en un accident. La nova esposa de DeWinter lluita per trobar la seva identitat i per prendre el control de la seva vida entre les ombres deixades per Rebecca.
El musical s'estrenà el 28 de setembre del 2006 a Raimund Theater a Viena, Àustria, on es representà durant 3 anys. Posteriorment s'han muntat produccions a Finlàndia i Japó, entre altres llocs.

## Rerefons
D'adolescent, Michael Kunze havia llegit la novel·la de Daphne du Maurier, Rebecca. Durant la dècada de 1990 va rellegir-la i va pensar que la història podria ser un bon musical. Viatjà fins a Cornualla (Anglaterra) per trobar-se amb el fill de du Maurier, intentant obtenir els drets per musicalitzar el treball, la qual cosa els havia estat denegada a altres llibretistes. Assistint a una representació del musical Elisabeth a Viena, el fill de du Maurier es va convèncer que la novel·la estaria en bones mans amb Kunze i el seu company Sylvester Levay.
Escriure el llibret costà a Kunze prop de dos anys, i Levay trigà dos anys més a compondre la música. Es van fer tallers a Londres sobre el nou musical, però no acabaria produint-se al West End, tot i que el 2003 es va fer un enregistrament de demostració en anglès, amb Pia Douwes com Mrs. Danvers, Maike Boerdam com "Jo" i Uwe Kröger com Maxim de Winter. També es realitzaren tallers a Essen i a Viena.
Conjuntament amb Kunze i Levay col·laborà a la producció la directora estatunidenca Francesca Zambello i l'escenògraf Peter J. Davison. A inicis del 2005 decidiren estrenar el musical a Viena, sent produïda per Vereinigte Bühnen Wien, que anteriorment havia produït els altres musicals de Kunze (Elisabeth, Tanz der Vampire i Mozart!.)

## Sinopsi

### I Acte
Una noia jove, Jo, camina en somnis entre les "ombres"; al rerefons, Manderley apareix destruït pel foc ("Ich hab getraumt von Manderley"). Jo mostra la seva roba de "noia", i és transportada a un hotel de Monte Carlo durant la dècada de 1930. La seva mestressa és una rica americana, Mrs. Van Hopper ("Du wirst niemals eine Lady"). L'aristòcrata vidu Maxim de Winter entra, mentre que els hostes de l'hotel murmuren ("Er verlor unerwartet seine Frau, Rebecca"). Als turons de darrere de Monte Carlo, Maxim besa Jo; la inexperta noia queda fora de sí pel seu encant mundà. De tornada a l'hotel, Jo queda sola ("Zeit in einer Flashe"), Maxim entra i demana a Jo que es casi amb ell.
Maxim i Jo passen la lluna de mel a Itàlia, i després es dirigeixen cap a Manderley, la finca de Max a Cornwall. Entren els criats ("Die neue Mrs. de Winter"). L'altiva Mrs. Danvers supervisa els ben organitzats criants, i és freda i hostil cap a Jo. Més tard, a la sala de matí, Mrs. Danvers està sola ("Sie ergibt sich nicht"). Jo entra i accidentalment trenca una estàtua de Cupid; està espantada. Tem que sigui una indigne substituta per Rebecca, la bella, elegant i misteriosa primera esposa de Maxim. Beatrice i Giles arriben de manera feliç ("Die lieben verwandten"). A la biblioteca, Jo està axispada ("Bist du glücklich - Bist du böse"). De nit, Jo i Maxim estan junts ("Hilf mir durch die Nacht"). A casa seva, Beatrice mostra el seu afecte cap el seu germà ("Was ist nur los mit ihm"). A la cambra de Rebecca, Favel intenta tranquil·litzar a Mrs. Danvers ("Sie war gewohnt geliebt zu werden"), discutint sobre el diari de Rebecca. Jo entra i es troba amb Favel. En termes d'adoració, Mrs. Danvers parla a Jo sobre Rebecca, que es va ofegar mentre que navegava amb el veler de Maxim un any abans. Hi havia el rumor que Rebecca estava esperant un nen.
Maxim es troba al seu club de golf ("Wir sind British"). Més tard, Ben està a la casa del vaixell ("Sie's fort") i es troba amb Maxim ("Gott, warum"). Frank Crawley està al seu despatx ("Ehrlichkeit und vertrauen"). Més tard a un ball a Manderley, tots estan ballant un vals ("Der Ball von Manderley"). Mrs. Van Hopper entra ("I'm an American Woman"). Jo està a la seva cambra amb un vestit fet a partir d'un retrat de la besàvia de Maxim ("Heut' nacht verzauber' ich die Welt"). Apareix i comença a baixar les escales cap a la festa. Els convidats es congelen horroritzats, i Max esclata d'ira i Jo corre escales amunt plorant. Mrs. Danvers la mira maliciosament.

### II Acte
De nit, Jo està a la porta de la cambra de Rebecca, mentre que Mrs. Danvers està a dins ("Und das, und das, und das"). Mrs. Danvers fa que la vida de Jo sigui cada cop més incòmoda, i marxa quan Mrs. Danvers l'amenaça ("Tu nicht, was sie empört!" ... "Nur ein schritt"). A la costa, la gent de Cornwall troba les restes d'un naufragi ("Strandgut "). Jo corre cap a la casa de la platja i veu a Ben i a un malgirbat, Maxim, que ha anat a ajudar els mariners ("Du liebst sie zu sehr" ... "Kein Lächeln war je so kalt "). Maxim és sospitós d'haver assassinat Rebecca, i té lloc una investigació. L'endemà al matí a la casa, Beatrice i Jo discuteixen com ha de ser una dona segura de si mateixa. Jo s'enfronta amb Mrs. Davers i fa alguns canvis en la decoració de la casa ("Mrs. de Winter bin Ich"). Jo ara és una dona segura de si mateixa; quan trenca de nou l'estàtua de Cupid ja no està espantada. Jo es queda amb el seu marit i pren la iniciativa de descobrir perquè Rebecca visità al seu metge.
Al jutjat està tenint una vista, i Maxim i Horridge estan en desacord. Jo es desmaia, i tots tornen a Manderley. Danvers i Favell arriben a Manderley i van a la biblioteca. Mrs. Danvers surt i Favell es queda a la biblioteca ("Eine Hand wäscht die andre"). Favell intenta subornar a Maxim amb una carta de Rebecca. Jack crida a Mrs. Danvers i li demana el diari de Rebecca ("Sie was gewohnt geliebt zu werden"). Jo decideix anar a Londres per trobar-se amb el metge de Rebecca. Els criats i Mrs. Danvers comenten la situació ("Sie fuhr'n um acht"). Maxim rep una trucada telefònica de Jo. Resulta que Rebecca estava malalta terminal. Sembla possible que ella mateixa instigà la seva mort. Mrs. Danvers ho escolta i s'assabenta que Rebecca anava a morir de càncer.
Després d'aquestes notícies alliberadores, Maxim pot eliminar finalment la figura de Rebecca de Manderley i donar tot el seu amor a la seva nova esposa. Maxim va a recollir a Jo de l'estació de trens a Cornwall, i es besen apassionadament ("Jenseits der Nacht"). Però a la llunyania veuen un reflex vermell al cel: Manderley està en flames! Max i Jo corren cap a casa mentre que els criats corren amb galledes d'aigua ("Feuer, feuer, Manderley in Flammen!"). Mrs. Danvers està a l'interior de la casa al capdamunt de l'escala, vestida amb la camisa de dormir de Rebecca, amb un canelobre a la mà mentre que les flames consumeixen Manderley. Maxim i Jo arriben, i Frank corre cap a ells. A dins, Mrs. Danvers inclina el canelobre cap a la barana de l'escala i l'encén. La casa s'ensorra i Mrs. Danvers mor a l'incendi, juntament amb els seus records de Rebecca.
Jo camina en somnis a la foscor ("Ich hab getraumt von Manderley" (reprise)). Tots, llevat de Maxim, estan a les runes de Manderley, però ara les ombres tenen cares. Sota un brillant cel blau, Maxim allarga la mà cap a Jo, que corre cap a ell, i es besen.

## Cançons de la producció original
| I Acte - Ich hab geträumt von Manderley ("Jo", Shadows) - Du wirst niemals eine Lady (Mrs. van Hopper, "Jo") - Er verlor unerwartet seine Frau Rebecca (Conjunt) - Am Abgrund ("Jo", Maxim) - Zeit in einer Flasche ("Jo") - Hochzeit (Instrumental) - Die neue Mrs. de Winter (Conjunt, Mrs. Danvers, Crawley) - Sie ergibt sich nicht (Mrs. Danvers) - Die lieben Verwandten (Beatrice, "Jo", Giles) - Bist Du glücklich? ("Jo", Maxim) - Bist Du böse? ("Jo", Maxim) - Hilf mir durch die Nacht ("Jo", Maxim) - Was ist nur los mit ihm? (Beatrice) - Sie war gewohnt, geliebt zu werden (Mrs. Danvers, Favell) - Rebecca - Version 1 (Mrs. Danvers, Conjunt) - Wir sind britisch (Conjunt) - Sie's fort (Ben) - Gott, warum? (Maxim) - Ehrlichkeit und Vertrauen (Crawley) - Ball von Manderley (Conjunt) - I'm an American Woman (Mrs. van Hopper) - Heut Nacht verzaubere Ich die Welt ("Jo") - Finale Erster Akt (Mrs. Danvers & Conjunt) | II Acte - Entr'acte - Und Das und Das und Das ("Jo") - Rebecca - Version 2 (Mrs. Danvers, "Jo", Ombres) - Nur ein Schritt (Mrs. Danvers) - Strandgut (Ensemble, "Jo", Crawley, Favell) - Sie's fort – Reprise (Ben) - Du liebst sie zu sehr ("Jo") - Kein Lächeln war je so kalt (Maxim) - Die Stärke einer Frau (Beatrice, "Jo") - Die Neue Mrs. de Winter – Reprise (Conjunt) - Mrs. de Winter bin Ich! ("Jo", Mrs. Danvers) - Die Voruntersuchung (Conjunt) - Eine Hand wäscht die andre Hand (Favell) - Sie's fort – Reprise (Ben) - Sie fuhr'n um Acht (Ensemble) - Keiner hat Sie durchschaut (Maxim) - Rebecca – Reprise (Mrs. Danvers, Ombres) - Jenseits der Nacht ("Jo", Maxim) - Manderley in Flammen (Conjunt, Crawley) - Ich hab geträumt von Manderley ("Jo", Ombres) |

## Produccions

### Viena
Rebecca va estrenar-se al Raimund Theater de Viena, en alemany, al setembre del 2006, aconseguint esgotar les entrades durant 3 anys. Va ser dirigida per Zambello i coreografiada per Denni L. Sayers. Estava protagonitzada per Wietske van Tongeren com "Ich" ("Jo"), Uwe Kröger com "Maxim" i Susan Rigvava-Dumas com "Mrs. Danvers".

### Interpretacions al West End
El 2009 Ben Sprecher co-produí dues interpretacions en anglès de Rebecca, amb la intenció de muntar-la al West End. La primera lectura tenia a Lisa O'Hare com "Jo", Julian Ovenden com Maxim i Anna Francolini.; i la segona a Sierra Boggess com "Jo", Brent Barrett com Maxim i Susan Rigvava Dumas com Mrs. Danvers. El llibret en anglès va ser escrit per Christopher Hampton, conjuntament amb Kunze.

### Estats Units
El 18 de març del 2011 va tenir lloc una lectura a Nova York, dirigida per Michael Blakemore i Francesca Zambello. El repartiment estava format per Boggess com ""I", Hugh Panaro com "Maxim", Carolee Carmello com "Mrs. Danvers" i James Stacy Barbour com "Jack Favell".
En dues ocasions s'ha anunciat una producció a Broadway, primer per a gener del 2012 i després per a novembre del mateix anys, que hauria de ser dirigida per Blakemore i Zambello. Malgrat tot, els productors ho cancel·laren en ambdues ocasions després que caigués el finançament per la producció, fins i tot quan ja s'havia recaptat 1 milió de dòlars en vendes d'entrades avançades. A l'octubre del 2012, The New York Times informà que quatre dels "inversors" de la proposada producció de Broadway no existien, i un cinquè i vàlid va ser espantat mitjançant un e-mail anònim. Seguint la investigació del FBI i dels fiscals generals de Manhattan, el corredor de borsa que portà els inversors fictícis va ser detingut i acusat de frau.